# Mafalda (Italie)
Pour les articles homonymes, voir Mafalda (homonymie).
Mafalda est une commune italienne de la province de Campobasso, dans la région Molise.
La commune s'appelait Ripalta sul Trigno avant d'être renommée en l'honneur de la princesse Mafalda de Savoie, morte au camp de concentration de Buchenwald en 1944. 

## Administration
| Période                                  | Période | Identité | Étiquette | Qualité |
| ---------------------------------------- | ------- | -------- | --------- | ------- |
|                                          |         |          |           |         |
| Les données manquantes sont à compléter. |         |          |           |         |

### Communes limitrophes
Dogliola, Fresagrandinaria, Lentella, Montenero di Bisaccia, San Felice del Molise, Tavenna, Tufillo